# Pseudopterorthochaetes criberrimus
Pseudopterorthochaetes criberrimus är en skalbaggsart som beskrevs av Renaud Maurice Adrien Paulian 1977. Pseudopterorthochaetes criberrimus ingår i släktet Pseudopterorthochaetes och familjen Hybosoridae. Inga underarter finns listade i Catalogue of Life.